# پروتئین اتصال‌دهنده ایمونوگلوبولین
پروتئین اتصال‌دهنده ایمونوگلوبولین (BiP) که با نام‌های GRP-78 یا پروتئین گرماشوک ۷۰ کیلو دالتونی ۵ (HSPA5) یا (Byun1) نیز شناخته می‌شود، پروتئینی است که در انسان توسط ژن HSPA5 رمزگذاری می‌شود.
پروتئین اتصال‌دهنده ایمونوگلوبولین یک شپرون مولکولی Hsp70 است که در لومن شبکه آندوپلاسمی جای گرفته و پروتئین‌های نوساخت را هنگام انتقال به شبکه آندوپلاسمی متصل می‌کند و آن‌ها را در حالت مناسب برای تاشدگی و الیگومریزاسیون بعدی حفظ می‌کند. پروتئین اتصال‌دهنده ایمونوگلوبولین همچنین یک بخشی بنیادین در دستگاه جابجایی است که در جابه‌جایی رو به عقب پروتئین‌های گمراه از طریق غشای شبکه آندوپلاسمی که برای تخریب توسط پروتئازوم مقصد هستند، نقش دارد. پروتئین اتصال‌دهنده ایمونوگلوبولین در هر شرایط رشد یک پروتئین فراوان است، اما ساخت آن تحت شرایطی که منجر به تجمع پلی‌پپتیدهای باز نشده در شبکه آندوپلاسمی شود، به‌طور قابل توجهی القا می‌شود.

## ساختار
پروتئین اتصال‌دهنده ایمونوگلوبولین شامل دو دامنه عملکردی است: دامنه اتصال نوکلئوتید (NBD) و دامنه اتصال پیش‌ماده (SBD). دامنه اتصال نوکلئوتید به آدنوزین تری‌فسفات متصل شده و آن را هیدرولیز می‌کند و دامنه اتصال پیش‌ماده به پلی‌پپتیدها متصل می‌شود.
دامنه اتصال نوکلئوتید شامل دو زیردامنه بزرگ کروی (I و II) است که هر کدام بیشتر به دو زیردامنه کوچک (A و B) تقسیم می‌شوند. زیر دامنه‌ها با شکافی جدا می‌شوند که در آن نوکلئوتید، یک یون Mg2 و دو یون +K هر چهار حوزه (IA , IB , IIA , IIB) را به هم متصل کرده و به هم پیوند می‌کنند. دامنه اتصال پیش‌ماده به دو زیر دامنه SBDβ و SBDα تقسیم می‌شود. SBDβ به عنوان یک جایگاه اتصال برای پروتئین‌های مشتری یا پپتید و SBDα به عنوان یک درب مارپیچ برای پوشاندن جایگاه اتصال عمل می‌کند. یک پیونددهنده میان‌دامنه‌ای NBD و SBD را به هم متصل می‌کند و از ایجاد رابط NBD-SBD پشتیبانی می‌کند.